# Исланд на Европском првенству у атлетици у дворани 1974.
Исланд је учествовао на 5. Европском првенству у атлетици у дворани 1974. одржаном у Ротердаму, Холандија, 10. и 11. марта. У трећем учешћу на европским првенствима у дворани репрезентацију Исланда представљао је 1 атлетичар који се такмичи у трчању на 1.500 метара.
На овом првенству Исланд није освојио ниједну медаљу, а његов такмичар Аугуст Аусгејрсон оборио је лични рекорд  на 1.500 метара у дворани.
У табели успешности према броју и пласману такмичара који су учествовали у финалним такмичењима (првих 8 такмичара) Исланд је са 1 учесником у финалу и 3 освојена бода заузео 20. место, од 22 земље које су имале представнике у финалу. Једино Аустрија, Ирска и Луксембург нису имале ниједног финалисту.
| Плас. | Земља  | 1. место | 2. место | 3. место | 4. место | 5. место | 6. место | 7. место | 8. место | Бр. финал. - Бод. |
| ----- | ------ | -------- | -------- | -------- | -------- | -------- | -------- | -------- | -------- | ----------------- |
| 20.   | Исланд | −        | −        | −        | −        | −        | 1 − 3    | −        | −        | 1 − 3             |

## Резултати

### Мушкарци
| Атлетичар         | Дисциплина | Лични рекорд | Квалификације | Квалификације | Полуфинале | Полуфинале | Финале       | Финале | Детаљи |
| Атлетичар         | Дисциплина | Лични рекорд | Резултат      | Место         | Резултат   | Место      | Резултат     | Место  | Детаљи |
| ----------------- | ---------- | ------------ | ------------- | ------------- | ---------- | ---------- | ------------ | ------ | ------ |
| Аугуст Аусгејрсон | 1.500 м    |              |               |               |            |            | 3:55.27 ЛРдс | 6. / 6 |        |

## Биланс медаља Исланда после 5. Европског првенства у дворани 1970—1974.
|      | Земља       |                 |                 |                 |                 |
| 1—2. | 1970—1971.  | Није учествовао | Није учествовао | Није учествовао | Није учествовао |
| 3—5. | 1972.—1974. | 0               | 0               | 0               | 0               |
| 1—5. | Укупно      | 0               | 0               | 0               | 0               |
| ---- | ----------- | --------------- | --------------- | --------------- | --------------- |

|                                        | Атлетичар/ка                           |                                        |                                        |                                        |                                        |                                        |
| Није било вишеструких освајача медаља. | Није било вишеструких освајача медаља. | Није било вишеструких освајача медаља. | Није било вишеструких освајача медаља. | Није било вишеструких освајача медаља. | Није било вишеструких освајача медаља. | Није било вишеструких освајача медаља. |
| -------------------------------------- | -------------------------------------- | -------------------------------------- | -------------------------------------- | -------------------------------------- | -------------------------------------- | -------------------------------------- |